# Dolina Strzelców
Dolina Strzelców (tyt. oryg. Lugina e pushkatarëve)  albański film fabularny z roku 1970 w reżyserii Todi Bozo i Vitore Çeli.

## Opis fabuły
Met Sokoli jest pionierem, który wyróżnia się wśród swoich szkolnych rówieśników zaradnością i sprawnością fizyczną. Jest także zapatrzony w swojego ojca, który broni granicy Albanii i marzy, aby mieć własny karabin. Met w czasie wędrówki po górach dostrzega bandę dywersantów, którzy przedostali się do Albanii. O pomoc zwraca się do żołnierzy Straży Granicznej, którzy otaczają i likwidują wrogi oddział. Ojciec Meta zostaje ranny w czasie walki. Karabin z ręki rannego ojca przejmuje Met i bierze udział w walce przeciwko dywersantom.
W realizacji filmu wzięli udział uczniowie ze szkoły "Ndoc Mazi" w Szkodrze i pracownicy kołchozu we wsi Vrith.

## Obsada
- Kolë Prela jako Met Sokoli
- Mark Topallaj jako dowódca posterunku
- Katerina Biga jako matka Meta Sokoliego
- Bep Shiroka jako Ram Sokoli
- Lec Bushati jako dywersant
- Eglantina Kume jako nauczycielka
- Ismail Zhabiaku jako sekretarz partii
- Esmeralda Demiri jako Shega
- Kristo Jorgji jako pułkownik
- Hysen Pelingu
- Arben Beqiri